# Městský dům 200 (Andělská Hora)
Městský dům čp. 200 stojí na katastrálním území Andělská Hora ve Slezsku. Je součástí městské zástavby a byl zapsán do Ústředního seznamu kulturních památek ČR.

## Historie
Městský rohový dům byl postaven v druhé polovině 18. století v řadové zástavbě na jihozápadní straně náměstí a sousedí s domem čp. 199. V roce 1965 byly provedeny nevhodné úpravy. V roce 1997 vyhořel a je z něj ruina.

## Popis

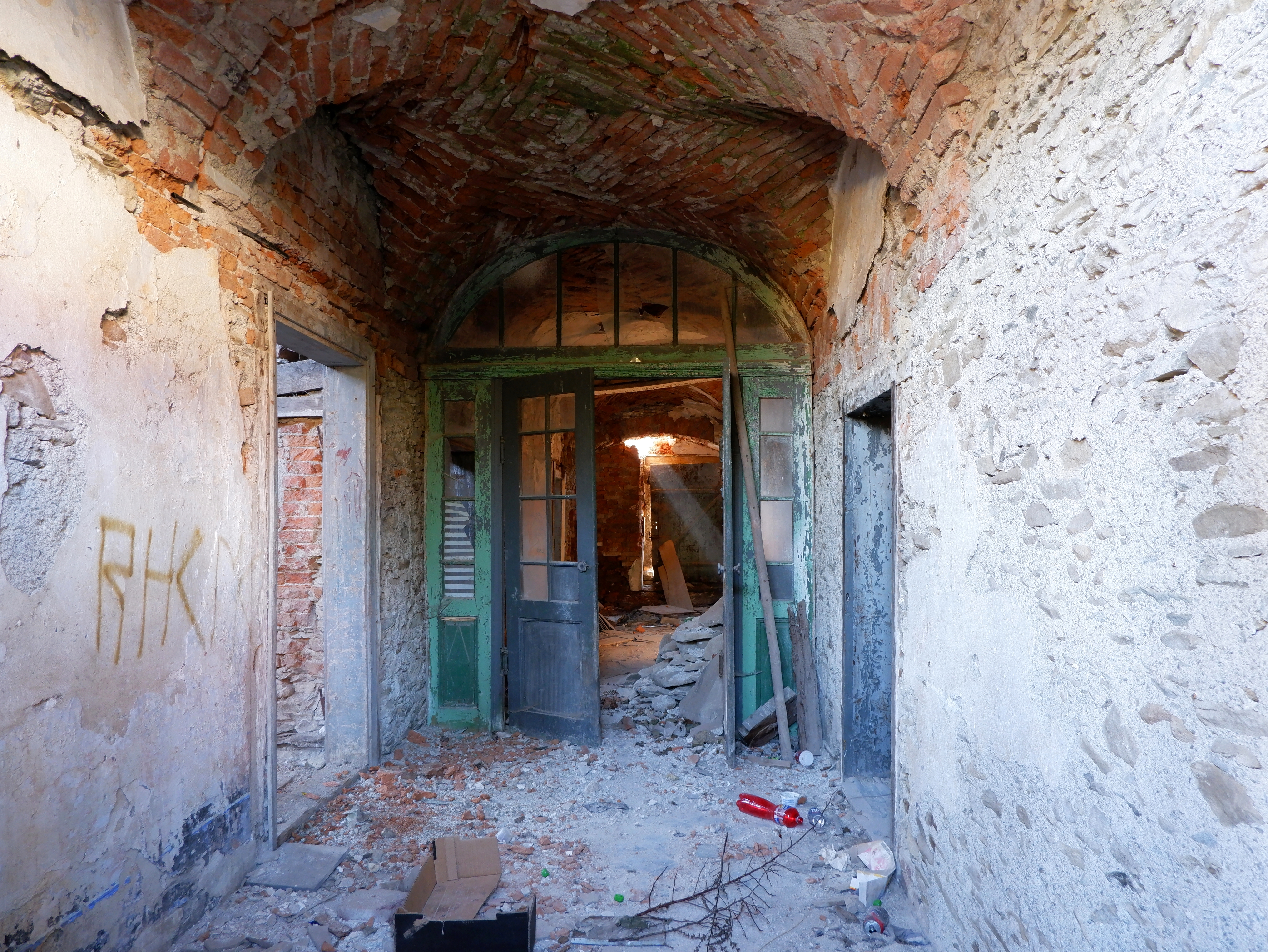
Vnitřek domu (stav 2022)

Městský dům byl barokní zděnou omítanou dvoupodlažní nárožní obytnou budovou s mansardovou střechou krytou plechem. Průčelí otevřené do náměstí bylo členěno propojenými lizénami a hlavní římsou. V přízemí byly tři výkladky a vstup s půlkruhovým záklenkem. V patře byly čtyři okenní osy. Ve zkoseném nároží byly dva výklenky s pískovcovými sochami svatého Jana Nepomuckého a Panny Marie z poloviny 18. století, které byly přeneseny na bruntálský zámek.
V interiéru v přízemí byla chodba zaklenuta styčnými lunetami, v přízemí měly dvě místnosti valenou klenbu a dvě místnosti baly zaklenuty valenou klenbou s lunetami. Ostatní místnosti měly plochý strop. Po požáru se stropy zřítily.